# غراب دریا
غراب دریا (نام علمی: Hemitripterus americanus) نام یک گونه از بالاخانواده لنگرماهی است.